# Люге, Лео
Лео́ Люге́ (фр. Léo-Jean Luguet; 7 марта 1864, Фонтене-ле-Конт — 26 августа 1935, Фонтенбло) — французский композитор. Брат Марселя Люге.
Сын преподавателя философии в Клермон-Ферране, который также был заметным в городе музыкантом-любителем. Окончил Парижскую консерваторию, ученик Жюля Массне и Сезара Франка. Автор сонаты для виолончели и фортепиано (первое исполнение — Фредерик Шнеклюд и Поль Бро, 1891), вокальных сочинений, в том числе на слова своего брата.
Люге был одним из источников информации для Гюстава Дерепа, автора одной из первых биографий его учителя Франка; Дерепа посвятил ему свою книгу (César Franck: étude sur sa vie; 1897).